# 湯田高原站
湯田高原站（日语：／ Yuda-kōgen eki */?）位於岩手縣和賀郡西和賀町白木野，是東日本旅客鐵道（JR東日本）北上線的車站。該站為岸式月台，擁有1面1線的地上站。湯田高原站為無人車站，由北上站管理。車站入口位於左側，候車室則兼具公民館，可以在此借書。車站牆壁以圖畫裝飾。

## 車站周邊
- 秋田高速公路湯田交流道
- 巢鄉溫泉
- 國道107號
- 湯田高原簡易郵局
- 中山牧場
- 西和賀町立越中畑小學

## 历史
- 1948年（昭和23年）12月25日 横黑線通車時設立岩手湯田站。
- 1987年（昭和62年）4月1日 - 國鐵分割民營化後成為JR東日本轄下的車站。
- 1990年（平成2年） 站房改建，合併公民館。
- 1991年（平成3年）6月20日 改稱湯田高原站。

## 相鄰車站
東日本旅客鐵道
■北上線
安心湯田－湯田高原－黑澤